# Velle-sur-Moselle
Velle-sur-Moselle är en kommun i departementet Meurthe-et-Moselle i regionen Grand Est (tidigare regionen Lorraine) i nordöstra Frankrike. Kommunen ligger i kantonen Bayon som tillhör arrondissementet Lunéville. År 2022 hade Velle-sur-Moselle 320 invånare.

## Befolkningsutveckling
Antalet invånare i kommunen Velle-sur-Moselle
| Referens: INSEE |